# Norman Dawn
Pour les articles homonymes, voir Dawn.
Norman Dawn (Argentine, 25 mai 1884 – Santa Monica (Californie), 2 février 1975 ), est un réalisateur et scénariste américain.

## Biographie
Actif dès l'époque du muet, il est considéré comme l'inventeur de la technique du matte painting, qu'il a utilisé en photographie dès 1905.

## Filmographie

### Réalisateur
- 1919 Lasca (en)
- 1920 A Tokio Siren (en)
- 1920 White Youth (en)
- 1920 The Adorable Savage (en)
- 1921 Wolves of the North (en)
- 1921 Et la terre trembla... (The Fire Cat)
- 1921 Thunder Island (en)
- 1922 The Son of the Wolf (en)
- 1922 Five Days to Live
- 1922 The Vermilion Pencil (en)
- 1924 Lure of the Yukon (en)
- 1925 Justice of the Far North
- 1925 After Marriage (en)
- 1926 Typhoon Love (en)
- 1936 Tundra (en)
- 1938 Call of the Yukon (en)
- 1940 Taku
- 1949 Arctic Fury (en)
- 1950 Two Lost Worlds (en)
- 1951 The Daring Miss Jones
- 1953 Wild Women (en)

### Scénariste
- 1921 Wolves of the North (en)
- 1921 The Fire Cat
- 1924 Lure of the Yukon (en)
- 1925 Justice of the Far North
- 1925 After Marriage (en)
- 1936 Tundra (en)